# قراجلو
قراجلو هي قرية في مقاطعة أرومية، إيران. يقدر عدد سكانها بـ 81 نسمة بحسب إحصاء 2016.